# Renqiu
Renqiu (chiń. 任丘; pinyin Rénqiū) – miasto na prawach powiatu we wschodnich Chinach, w prowincji Hebei, w prefekturze miejskiej Cangzhou. W 2000 roku liczba mieszkańców miasta wynosiła 768 900. Ośrodek wydobycia ropy naftowej.

## Historia
Renqiu otrzymało status powiatu za panowania cesarza Wenxuana z Północnej dynastii Qi (550–559), jednak w 596 roku powiat zlikwidowano. Powiat Renqiu utworzono ponownie w 622 roku.
W 1958 roku połączono powiat Renqiu z powiatami Dacheng i Wen’an, jednak trzy lata powrócono do starego podziału. Renqiu otrzymało status miasta na prawach powiatu 5 marca 1986 roku.